# Boloria argentaea
Boloria argentaea är en fjärilsart som beskrevs av Mairlot 1932. Boloria argentaea ingår i släktet Boloria och familjen praktfjärilar. Inga underarter finns listade i Catalogue of Life.